# Patente de la Saint Sylvestre
La Patente de la Saint Sylvestre (en allemand : Silvesterpatent) est un décret du 31 décembre 1851 par lequel l'empereur François Joseph Ier abroge la constitution de l'empire d'Autriche qu'il avait imposé après la révolution de 1848. Cette décision marque ainsi définitivement le début de la réorganisation « néo-absolutiste » de l'Empire annoncée depuis l'insurrection viennoise d'octobre 1848.

## Contenu

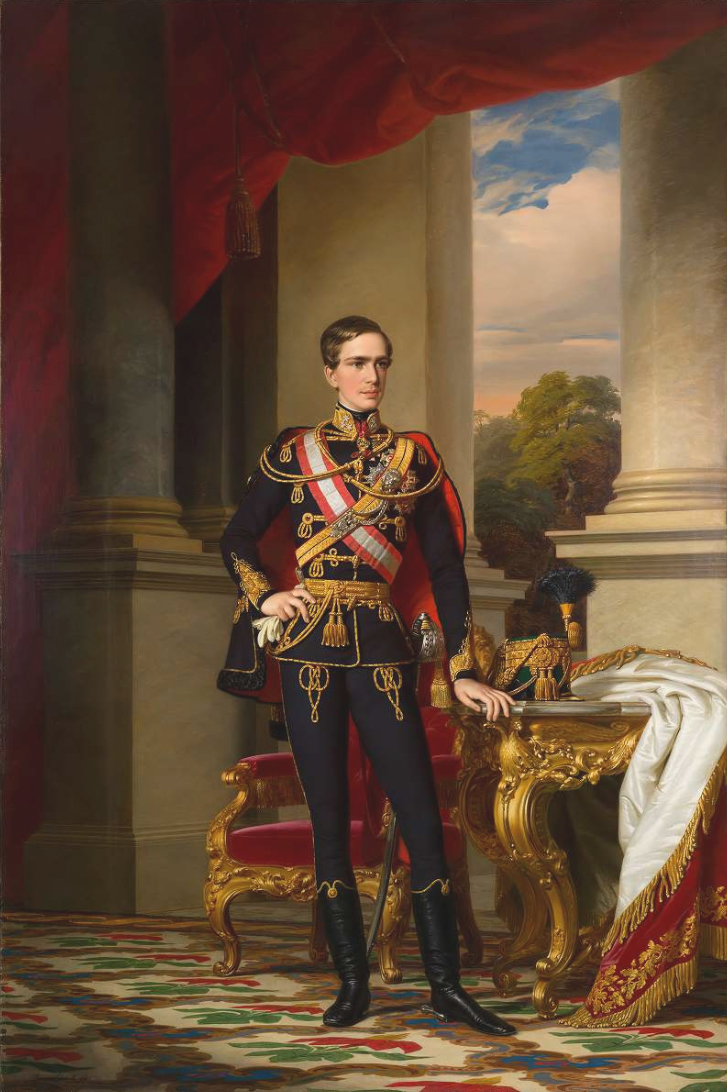
Portrait du jeune empereur François Joseph Ier, réalisé par Miklós Barabás (1853).

La « Constitution de mars octroyée » (Oktroyierte Märzverfassung) avait été adoptée après la révolution autrichienne de 1848 et l'arrivée au trône de l'empereur François Joseph Ier le 2 décembre. Élaborée sur la base de la constitution Pillersdorf promulguée le 25 avril et retirée en juillet, elle s'inscrit dans le cadre de la politique d'hégémonie menée par le ministre-président Felix zu Schwarzenberg, bien que cette « constitution impossible » (Anton Springer) ne soit jamais entrée en vigueur dans les faits. En négligeant les délibérations du Parlement de Francfort et sans implication du Reichstag d'Autriche, le nouveau souverain avait édicté la constitution le 4 mars 1849 à Olomouc (Olmütz) en Moravie, où la cour s'était enfuie face à l'insurrection d'octobre. Les députés du Reichstag avaient dû également partir pour Kroměříž (Kremsier) ; l'assemblée est finalement dissoute trois jours plus tard.
Après la victoire de l'empire d'Autriche dans la première guerre d'indépendance italienne et l'écrasement de la révolution hongroise, avec le soutien de la Russie, le jeune empereur, sous l'influence de sa mère l'archiduchesse Sophie, et son ministre-président Schwarzenberg cherchent alors à éliminer toutes les conquêtes démocratiques de ces dernières années. Ce processus a été scellé le 31 décembre 1851 par la Patente de la Saint Sylvestre.
Formulée sous la forme d'un courrier adressé au ministre-président, la Patente constituée de 36 articles rédigés par le ministre de l'Intérieur Alexander von Bach supprime la liberté de la presse tout comme les constitutions communales et rend aux affaires de justice leur caractère privé. L'édit impérial reste le texte de référence de 1852 jusqu'à l'adoption du Diplôme d'octobre le 20 octobre 1860, lui-même remplacé quatre mois plus tard par la Patente de février. Après la mort de Felix zu Schwarzenberg, le 5 avril 1852, fut abolie la fonction du premier ministre et remplacée par un président de la Conférence des ministres (Vorsitzender der Ministerkonferenz) Karl Ferdinand von Buol-Schauenstein, le pouvoir « néo-absolutiste » étant concentré encore plus dans les mains de l'empereur. Bach, qui avait occupé pour quelques jours la fonction de premier ministre temporaire, continua d'exerciter une grande influence dans le gouvernement centralisé de l'Empire.